# San Diego FC
San Diego Football Club is een Amerikaanse voetbalclub uit San Diego in de staat Californië. De club werd opgericht in 2023 en neemt vanaf 2025 voor het eerst deel aan de Western Conference van de Major League Soccer.

## Geschiedenis

### Toelating
De Major League Soccer voerde al langere tijd gesprekken met verschillende partijen om een MLS-franchise in San Diego te huisvesten. Zo was onder andere San Diego Loyal, destijds eigendom van onder andere Landon Donovan en DeAndre Yedlin, in de race. De Sycuan Band of the Kumeyaay Nation, een federaal erkende indianenstam, begon in december 2020 sporteigenaarschap te onderzoeken. In het najaar van 2022 trad de Egyptisch-Britse Mohamed Mansour toe tot de groep. Op 18 mei 2023 maakte de MLS bekend dat Mansour en de Sycuan Band of the Kumeyaat Nation werden aangewezen als de eigenaren van het dertigste MLS-team die met ingang van het seizoen 2025 deel zou gaan nemen aan de competitie. Binnen een dag wist de club 5.000 seizoenskaarten te verkopen. Later sloot de Spaanse voormalig-wereldkampioen voetbal Juan Mata zich aan als aandeelhouder van de club.

## Clubcultuur

### Clublogo
Het logo van San Diego is een schild in de officiële clubkleuren. In het centrum van het logo is een speciaal ontworpen cirkel, The Flow, te zien. De achttien lijnen van deze cirkel vertegenwoordigen de achttien plaatsen in San Diego County.

## Stadion

### Snapdragon Stadium
San Diego FC zal haar thuiswedstrijden gaan spelen in het Snapdragon Stadium. Het stadion werd in 2022 geopend en biedt plaats aan 35.000 toeschouwers. Het staat op de plaats waar voorheen het Qualcomm Stadium stond. Naast San Diego FC maken ook vrouwenvoetbalclub San Diego Wave en rugbyclub San Diego Legion gebruik van het stadion.

## Sponsoren
| Periode   | Kledingsponsor | Shirtsponsor | Shirtsponsor mouw |
| --------- | -------------- | ------------ | ----------------- |
| 2025–0000 | Adidas         | DirecTV      |                   |

## Bekende (oud-)Diego's

### Spelers
- Marcus Ingvartsen
- Hirving Lozano
- Patrick McNair